# Tostig Godwinson
Tostig Godwinson (1026 circa – Stamford Bridge, 25 settembre 1066) è stato un generale anglosassone, conte di Northumbria, figlio di Godwin del Wessex e fratello del re Aroldo II d'Inghilterra.

## Biografia

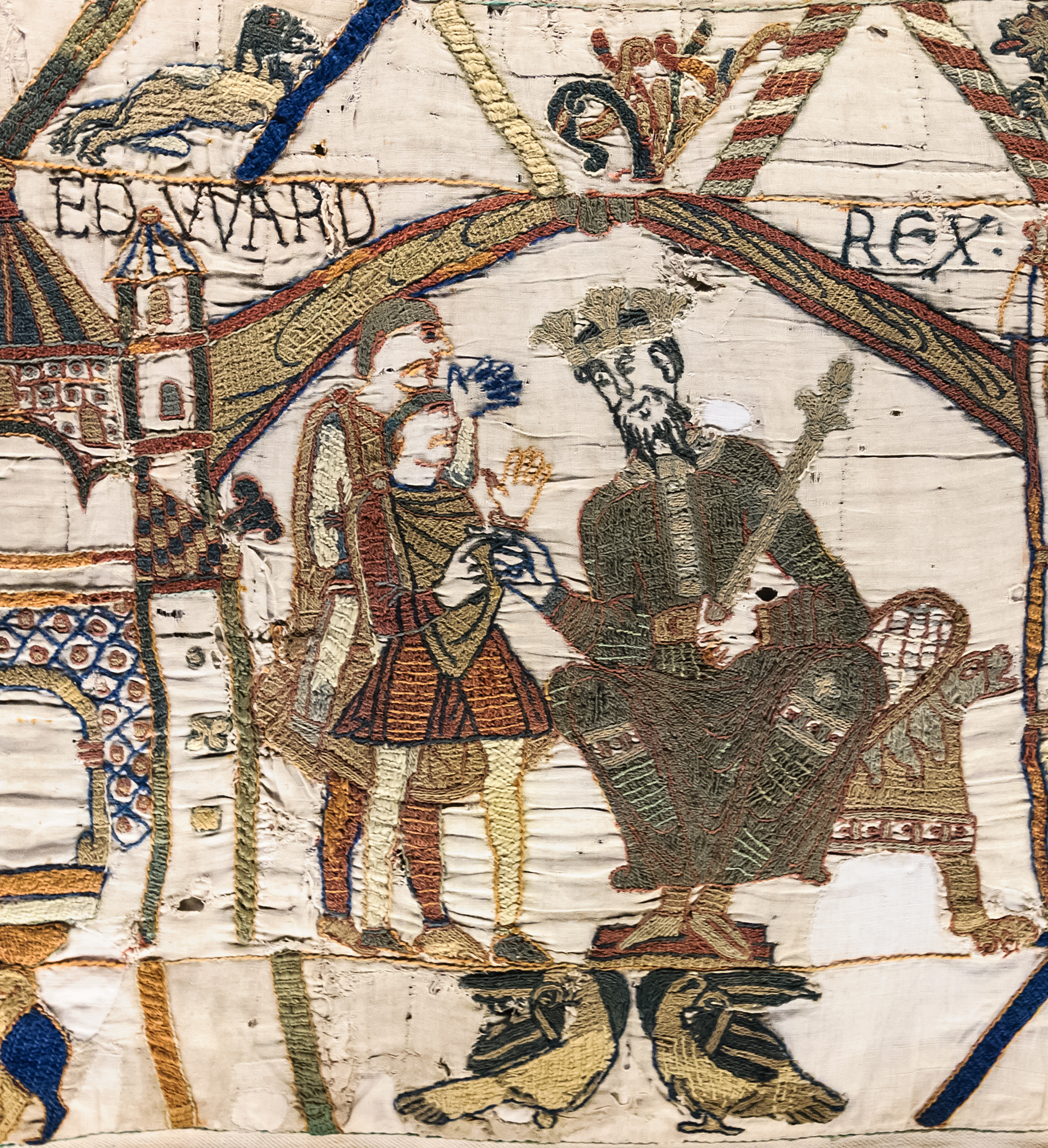
Edoardo il Confessore e Aroldo Godwinson a Winchester.

Tostig, nato attorno al 1026, sposò nel 1051 Giuditta di Fiandra, figlia di Baldovino IV di Fiandra e zia di Matilde di Fiandra futura sposa di Guglielmo il Conquistatore. Nello stesso anno venne esiliato insieme al padre per ordine di Edoardo il Confessore. Ottenuto il perdono nell'anno seguente, venne nominato conte di Northumbria nel 1055. Pare che Tostig facesse fatica a governare la regione, situata nella parte nordorientale del paese, popolata per lo più da danesi e dagli anglosassoni che erano sopravvissuti alle ondate di conquista norvegese. Per sottomettere questa popolazione riottosa usò tutti i mezzi disponibili, compreso l'omicidio dei più potenti uomini della regione, la sua mano era tanto dura che un giorno vennero assassinati due nobili mentre erano in visita da lui dopo che gli era stato assicurato un salvacondotto. Altro problema per il conte di Northumbria era la Scozia, la sua scarsa popolarità presso i propri sudditi gli rendeva difficile arruolare un esercito da spedire contro gli scozzesi che approfittavano della sua debolezza per attaccarlo, alla fine si risolse ad assoldare dei mercenari danesi, una mossa necessaria ma impopolare perché costosa.
Nel 1063, mentre la popolarità di Tostig scendeva sempre di più iniziò la guerra in Galles, conflitto di cui Tostig era stato promotore e i nobili si aspettavano che in cambio avrebbero ricevuto una parte del bottino. Mentre Tostig scendeva dal nord, il fratello Aroldo saliva dal sud e nel 1065 nel mezzo della guerra i nobili dello Yorkshire si sollevarono occupando York ed uccidendo il braccio destro di Tostig. Suo fratello Aroldo si schierò dalla parte degli insorti e, poiché era un fidato consigliere di Edoardo il Confessore, lo convinse ben presto che il fratello non era più in grado di tenere il contado sotto controllo.
Alla fine dell'ottobre 1065 il re convocò Tostig confermandogli la revoca del titolo, questi tuttavia non accettò la decisione del sovrano e accusò Aroldo II d'Inghilterra di aver fomentato la ribellione per porlo da parte, in conseguenza del proprio atteggiamento ribelle Tostig venne dichiarato fuorilegge e gli vennero confiscate proprietà e titolo, partì quindi con la moglie e pochi uomini fidati per rifugiarsi da Baldovino V delle Fiandre, suo cognato. Questi supportò la sua idea di riprendersi le terre e gli fornì uomini e mezzi, all'inizio del 1066 Tostig cercò di convincere il fratello Gyrth a schierarsi con lui, quando questi rifiutò passò all'attacco delle coste inglesi, venne tuttavia sconfitto dalle navi di Aroldo, ora re d'Inghilterra, e questo lo privò degli ultimi sostenitori rimasti.

### L'alleanza con Harald e la morte

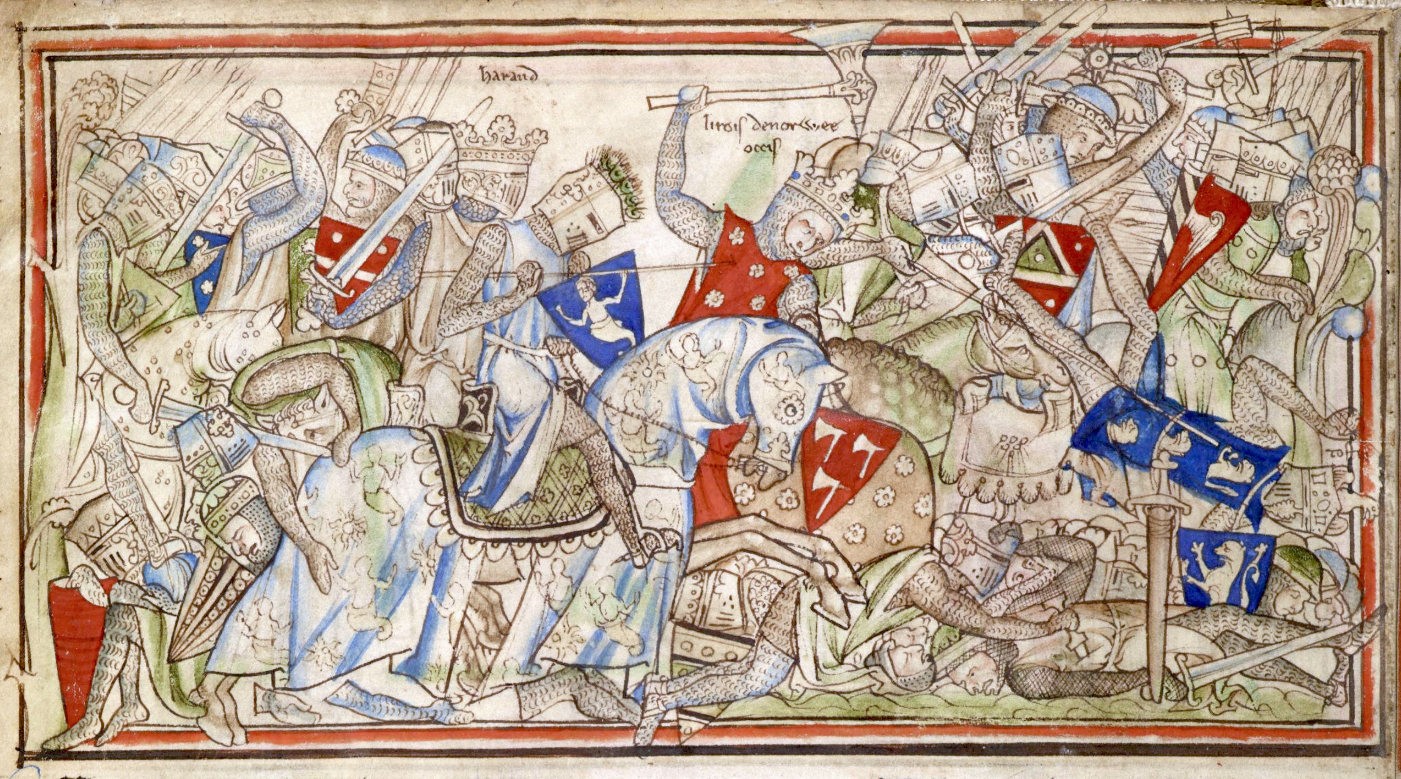
La battaglia di Stamford Bridge

Tostig cercò quindi una nuova sponda nel re Harald III di Norvegia, con lui stipulò un'alleanza e nel primo autunno del 1066 il re scandinavo invase l'Inghilterra. La prima vittima della sua conquista fu York, gli abitanti presto si arresero e si offrirono di fornire provviste all'esercito. Aroldo II d'Inghilterra non rimase certo a guardare, cavalcando verso nord incappò in suo fratello insieme a 6.000 uomini, mercenari danesi e fiamminghi, che stavano aspettando i rifornimenti. Il re inglese propose al fratello ed al monarca norvegese di arrendersi, il rifiuto dei due diede vita alla battaglia di Stamford Bridge, la vittoria pendeva decisamente a favore di Aroldo II che decimò le forze degli invasori, sia Tostig che Harald III di Norvegia perirono nello scontro.
Il suo corpo fu portato in Francia e poi ritornò in Inghilterra, dove venne sepolto nella cattedrale di York.

## Matrimonio e figli
Sposò nel 1051 Giuditta di Fiandra, figlia di Baldovino IV di Fiandra e zia di Matilde di Fiandra futura sposa di Guglielmo il Conquistatore. Alla morte di Tostig, ella si risposò con Guelfo I di Baviera.
Essi ebbero due figli:
- Skuli Tostisson Kongsfostre (nato nel 1052). Tra i suoi discendenti, per tradizione, c'era una trisavola, Helena Guttormsdotter, amante di Valdemaro II di Danimarca e madre del figlio di Valdemar, Canuto, duca di Reval. Era il trisavolo del re Inge II di Norvegia e del duca Skule Bårdsson, e il trisavolo matrilineare della regina Estrid Bjørnsdotter.
- Ketil Tostisson (nato nel 1054)

## Ascendenza
|                       |                  |                             | Genitori |  |  | Nonni |  |  | Bisnonni |  |  | Trisnonni |  |
|                       |                  |                             |          |  |  |       |  |  | …        |  |  | …         |  |
|                       |                  |                             |          |  |  |       |  |  | …        |  |  | …         |  |
|                       |                  | …                           |          |  |  |       |  |  | …        |  |  |           |  |
| Wulfnoth Cild         |                  |                             |          |  |  |       |  |  | …        |  |  |           |  |
|                       |                  | …                           | …        |  |  |       |  |  |          |  |  |           |  |
|                       |                  | …                           | …        |  |  |       |  |  |          |  |  |           |  |
|                       |                  | …                           | …        |  |  |       |  |  |          |  |  |           |  |
| Godwin del Wessex     |                  | …                           |          |  |  |       |  |  |          |  |  |           |  |
|                       |                  | …                           | …        |  |  |       |  |  |          |  |  |           |  |
|                       |                  | …                           | …        |  |  |       |  |  |          |  |  |           |  |
|                       |                  | …                           | …        |  |  |       |  |  |          |  |  |           |  |
| …                     |                  | …                           |          |  |  |       |  |  |          |  |  |           |  |
|                       |                  | …                           | …        |  |  |       |  |  |          |  |  |           |  |
|                       |                  | …                           | …        |  |  |       |  |  |          |  |  |           |  |
|                       |                  | …                           | …        |  |  |       |  |  |          |  |  |           |  |
| Tostig del Wessex     |                  | …                           |          |  |  |       |  |  |          |  |  |           |  |
|                       | Styrbjörn Starke | Olof (II) Björnsson         |          |  |  |       |  |  |          |  |  |           |  |
|                       | Styrbjörn Starke | Olof (II) Björnsson         |          |  |  |       |  |  |          |  |  |           |  |
|                       | Styrbjörn Starke | Ingeborg Thransdotter       |          |  |  |       |  |  |          |  |  |           |  |
| Thorgils Sprakalägg   | Styrbjörn Starke |                             |          |  |  |       |  |  |          |  |  |           |  |
|                       |                  | Tyri di Danimarca (Fatata?) | …        |  |  |       |  |  |          |  |  |           |  |
|                       |                  | Tyri di Danimarca (Fatata?) | …        |  |  |       |  |  |          |  |  |           |  |
|                       |                  | Tyri di Danimarca (Fatata?) | …        |  |  |       |  |  |          |  |  |           |  |
| Gytha Thorkelsdaettir |                  | Tyri di Danimarca (Fatata?) |          |  |  |       |  |  |          |  |  |           |  |
|                       |                  | …                           | …        |  |  |       |  |  |          |  |  |           |  |
|                       |                  | …                           | …        |  |  |       |  |  |          |  |  |           |  |
|                       |                  | …                           | …        |  |  |       |  |  |          |  |  |           |  |
| Sigrid del Halland    |                  | …                           |          |  |  |       |  |  |          |  |  |           |  |
|                       |                  | …                           | …        |  |  |       |  |  |          |  |  |           |  |
|                       |                  | …                           | …        |  |  |       |  |  |          |  |  |           |  |
|                       |                  | …                           | …        |  |  |       |  |  |          |  |  |           |  |
|                       |                  | …                           |          |  |  |       |  |  |          |  |  |           |  |